# Sesamoides
Sesamoides é um género botânico pertencente à família Resedaceae.